# 吉田好雄
吉田 好雄（よしだ よしお、1921年〈大正10年〉11月24日 - 1976年〈昭和51年〉9月7日）は、大日本帝国陸軍の軍人で、戦闘機操縦者（エース・パイロット）。最終階級は大尉。広島県広島市生まれ。

## 経歴
1921年（大正10年）、広島市に生まれる。1939年（昭和14年）11月、陸軍航空士官学校に入り、1942年（昭和17年）3月に第55期生として卒業し、少尉に任官。明野陸軍飛行学校にて戦技教育（乙種学生教程）を受け、同年10月、満州国の杏樹に駐留していた飛行第70戦隊（二式単座戦闘機二型丙装備）へ配属される。
1944年（昭和19年）2月、帝都防空のため千葉県松戸飛行場へ移動したが、7月に南満州防空のため鞍山へ転じた。9月8日、アメリカ陸軍航空軍第20空軍のB-29重爆撃機108機が鞍山へ来襲した際、吉田はうち1機を不確実撃墜して初戦果を上げた。
同年11月、飛行第70戦隊は帝都防空のため内地へ帰還、千葉県柏飛行場に展開して、B-29迎撃戦に出動した。1945年（昭和20年）2月、吉田中尉は第3中隊長に任命された。吉田は3月10日、4月13日、4月15日にB-29をそれぞれ1機ずつ撃墜し、5月24日には2機を撃墜、5月25日にさらに1機を撃墜した。吉田大尉の固有機は二式単座戦闘機二型丙で、全面無塗装銀の機体に日付の付いた6個の撃墜マークが描かれていた。夜間の迎撃戦では、照空灯に照らされて蛇行するB-29に50メートルまで肉薄し、40mm自動噴進砲（ホ301）による攻撃が威力を発揮した。
吉田のB-29撃墜の戦功に対し、8月10日付で第12方面軍司令官田中静壱大将から表彰状と陸軍武功徽章（乙）が授与された。飛行第70戦隊は6月から四式戦闘機への機種改変を開始したが、四式戦による実戦参加の機会はなかった。終戦近くになって、戦隊は当時実験中のロケット戦闘機「秋水」の装備を予定し、吉田も操縦者として陸軍航空審査部で医学検査を受けたが、秋水は配備されないまま終戦を迎えた。
最終撃墜数はB-29を6機撃墜、不確実撃墜1機であった（戦隊第2位）。病気のため1976年（昭和51年)9月7日、郷里の広島市で逝去。享年54。没年月日は長らく不明であったが、広島市の加藤友三郎顕彰会の会報（加藤友三郎通信１８、2015年（平成27年）12月15日発行）内の記事で判明した。